# Pa'llá Voy
Paʼllá Voy é o décimo primeiro álbum de estúdio em espanhol e o décimo terceiro do cantor Marc Anthony, lançado em 4 de março de 2022 pela Sony Music Latin.
O álbum estreou na 20ª posição da parada musical Top Latin Albums e na 3ª posição na US Tropical Albums ambos da Billboard. Foi indicado a quatro prêmios Grammy Latino incluindo Gravação do Ano e Álbum do Ano, ganhando o prêmio de Melhor Álbum de Salsa. Além disso, ganhou o prêmio de Melhor Álbum Tropical Latino no 65º Grammy Awards.
Deste álbum surgem alguns singles como: "Pa'lla voy" 2 e "Mala" entre outros.

## Faixas
| N.º            | Título               | Duração |  |
| 1.             | "Pa'llá Voy"         | 4:07    |  |
| 2.             | "Yo Le Mentí"        | 4:35    |  |
| 3.             | "No Se Quita"        | 3:40    |  |
| 4.             | "Nada de Nada"       | 4:12    |  |
| 5.             | "Amor No Tiene Sexo" | 3:20    |  |
| 6.             | "Mala"               | 3:48    |  |
| 7.             | "Gimme Some More"    | 3:21    |  |
| 8.             | "El Que Te Amaba"    | 4:08    |  |
| 9.             | "Si Fuera Fácil"     | 4:38    |  |
| Duração total: | Duração total:       | 35:49   |  |